# Wan'an
För andra betydelser, se Wan'an (olika betydelser).
Wan'an är ett härad som lyder under Ji'ans stad på prefekturnivå i Jiangxi-provinsen i sydöstra Kina. Det ligger omkring 270 kilometer söder om provinshuvudstaden Nanchang.
1. ↑  http://www.geohive.com/cntry/CN-36_ext.aspx